# Raruto
Raruto – hiszpańskojęzyczny komiks internetowy tworzony przez Jesúsa Garcíę "Jesulink" Ferrera od 30 listopada 2005. Komiks jest parodią Naruto – popularnej mangi autorstwa Masashi Kishimoto oraz anime Hayato Date. Raruto tworzone jest w stylu Super deformed. Wygląd postaci znanych z Naruto został bardzo uproszczony i skarykaturowany.
Niektórzy czytelnicy oceniają, że nastrój i humor przedstawiony w serii jest bardzo podobny do South Parku (przede wszystkim wygląd postaci) lub Family Guya. Komiks ma około czterdziestu tysięcy czytelników w samej Hiszpanii. Po sukcesie odniesionym w kraju, został przetłumaczony na wiele innych języków, w tym: angielski, francuski, kataloński, chiński, japoński, portugalski, włoski i polski.
Jesulink, autor Raruto ma obecnie pomóc w tworzeniu kreskówki podobnej do Raruto na hiszpańskim kanale 5 elementos.

## Tłumaczenie w Polsce
W Polsce komiks był oficjalnie tłumaczony przez narutofan.mangadome.info, a później przez senpuu.net. Tłumaczenie nie jest bezpośrednie – tłumaczone są angielskie wersje. Do tej pory zostało przetłumaczone 15 rozdziałów.

## Fabuła
Dawno temu, w wiosce Torroja pojawił się olbrzymi, lis, który po pijaku niszczył wszystko wokół siebie. Czwarty szef Torrohi (parodia czwartego hokage) zapieczętował go w swoim synu za pomocą techniki, której nauczył się w telewizji. Nie wiedział, że technika ta jest samobójcza.
Tym dzieckiem jest właśnie Zumomaki Raruto (parodia Uzumaki Naruto) jest młodym nadpobudliwym i niezbyt bystrym ninja, który marzy o tym, by zostać wielkim szefem wioski Torroji (es. tor – wszystko, roja – czerwony, torro – byk; parodia wioski Konoha) i zostać zaakceptowanym przez rówieśników. Należy do 7 drużyny razem z rówieśnikami: Margariną Florą (parodia Haruno Sakury) i Kuchillą Saske (Uchiha Sasuke). Ich profesorem jest Kágate Kakasí (Hatake Kakashi).